# 曹敏仙
曹敏仙（1972年3月21日—）是一名韩国女子柔道运动员。她在1996年亚特兰大夏季奥林匹克运动会中，参加了女子柔道比赛并获得66公斤级金牌。他也在2000年悉尼奥运会柔道比赛中获得一块铜牌。

## 外部連結
- 曹敏仙在国际奥林匹克委员会的资料